# Замалчивание Холокоста в СССР
Зама́лчивание Холоко́ста в СССР — намеренное сокрытие информации о жертвах среди еврейского населения на оккупированных нацистской Германией территориях СССР во время Второй мировой и Великой Отечественной войны, искажение информации о политике нацистов по отношению к евреям, цензурные ограничения на научные исследования, мемориализацию, литературу и искусство в этой тематике.
Замалчивание началось с 1939 года в процессе политического сближения СССР и Германии и особенно после подписания пакта Молотова — Риббентропа. С момента нападения Германии на Польшу до июня 1941 года СССР замалчивал информацию о том, что происходило в оккупированной Польше с евреями. С июня 1941 по 1943 год публиковались отдельные сообщения о происходящем на оккупированной советской территории. С 1943 по 1946 год СССР, имея информацию о происходящем, замалчивал геноцид еврейского населения. С 1946 года и до начала перестройки в 1980-е в СССР происходило отрицание и замалчивание специфического антиеврейского характера Холокоста на официальном уровне. Замалчивался также ряд связанных тем, в том числе участие евреев в борьбе против нацизма.
На памятниках погибшим евреям писали «мирные жители» или «советские граждане». Научные исследования Холокоста были табуированы. В литературе и искусстве действовала цензура на еврейскую тематику.
Холокост в СССР замалчивался по идеологическим мотивам — в связи с желанием представить уничтожение нацистами евреев в СССР как элемент уничтожения всех советских граждан, а также из-за того, что массовое участие в этом процессе коллаборационистов противоречило идеологической догме о «дружбе народов». Часть исследователей считает, что одной из причин был государственный антисемитизм.
Во время перестройки и после распада СССР происходило постепенное преодоление этих проблем, хотя влияние замалчивания на школьное образование и в историографии в постсоветских странах осталось заметным даже в XXI веке.

## Во время войны
Изменение освещения в СССР политики нацистов по отношению к евреям началось в 1939 году. Если начиная с прихода нацистов к власти в Германии СССР активно критиковал антисемитизм, Нюрнбергские законы и погромы в ноябре 1938 года, то с весны 1939 года, когда был снят с поста народного комиссара иностранных дел Максим Литвинов и уволены многие евреи-дипломаты, в процессе политического сближения с Германией такая критика прекратилась. После подписания пакта Молотова — Риббентропа книги, критиковавшие гитлеровский режим, были запрещены Главлитом. В частности, из обращения была изъята книга Н. Корнева «Третья империя в лицах», которая среди прочего описывала погромную политику нацистов, антисемитизм Геббельса, Розенберга, других идеологов нацизма, распространение «Протоколов сионских мудрецов» и т. п. После оккупации Польши нацистской Германией советские власти, имея подробную информацию о происходящем, никак не упоминали и не комментировали дискриминацию, преследование и массовую изоляцию евреев в гетто.
Подлинный текст:

«24 июня. Проходя через местечко, принял участие в очистке одной еврейской лавки.
5 июля. В 10 часов мы были в Клецке. Сначала у меня не было охоты отправляться на поиски добычи, но после того как я прочел все бульварные романы, я тоже поднялся и начал обыскивать покинутые евреями дома. Двери взламывались ломами, топорами и другими орудиями. Кругом бегали наседки и свиньи. Наша еда была скудной, поэтому после обеда началось опять. Опять мы отправились в еврейский квартал…»
Отредактированный текст:

«24 июня. Проходя через Слоним, вместе с Вальтером принял участие в очистке лавок и квартир. 5 июля. В 10 часов мы были в местечке Клецк. Сразу же отправились на поиски добычи. Выламывали двери топорами и ломами. Всех, кого находили в запертых изнутри домах, приканчивали. Кто действовал пистолетом, кто винтовкой, а кое-кто штыком и прикладом. Я предпочитаю пользоваться пистолетом…».
Многие историки отмечают, что во время Великой Отечественной войны официальная советская пропаганда целенаправленно замалчивала геноцид евреев на оккупированных территориях СССР. Однако замалчивание не было абсолютным. Карел Беркхоф считает, что во время войны вероятность узнать о геноциде евреев через центральные органы печати существовала, хотя и была незначительной. 24 августа 1941 года в Москве состоялся радиомитинг, в котором приняли участие известные еврейские деятели культуры и науки. Они прямо заявляли об уничтожении советских евреев как о целенаправленной политике нацистов. Илья Альтман пишет, что после этого сообщения о жертвах Холокоста становились всё реже, короче и более завуалированными.
Альберт Каганович считает, что замалчивания Холокоста во время войны не происходило. Он утверждает, что авторы и редакторы советских изданий относительно свободно писали о евреях как жертвах нацистского режима с начала нападения Германии на СССР. В частности, он приводит в качестве примеров ряд публикаций о зверствах в отношении евреев в Польше и Румынии начиная с 25 июня и в отношении белорусских евреев — с 11 августа 1941 года.
Советское население имело возможность получить впечатление о массовом уничтожении евреев оккупантами — из отдельных материалов советских корреспондентов, таких как Илья Эренбург и Василий Гроссман. Упоминание уничтожения было также в нескольких отчётах Чрезвычайной государственной комиссии по расследованию преступлений оккупантов, хотя они были скорее исключением из общей тенденции. Например, из семи отчётов ЧГК за 1943 год евреи были упомянуты лишь в одном. Геннадий Костырченко писал, что с начала 1943 года упоминание еврейских жертв было сведено к минимуму, их называли почти исключительно «мирными советскими гражданами». Альтман отмечает, что в этот период были хоть и единичные, но резонансные публикации в советской прессе, такие как статьи в «Правде» Алексея Толстого (8 августа 1943) и Ильи Эренбурга (17 декабря 1944), а также Константина Симонова в «Красной звезде» (10-12 августа 1944). В противовес этим оценкам Каганович приводит большой перечень публикаций в советских СМИ с упоминанием евреев в качестве жертв нацистов в 1943 году. При этом Каганович полагает, что «статья Толстого была самым драматичным описанием Холокоста в СССР за все военные годы» и в дальнейшем, вероятно по цензурным соображения, в декабре того же года статья Толстого о зверствах в Харькове упоминала убийства русских, но не упоминала евреев.
Существовали и единичные официальные заявления властей, например, 19 декабря 1942 года было опубликовано заявление советского правительства «Об осуществлении гитлеровскими властями плана истребления еврейского населения Европы». В дальнейшем, как пишет Леонид Смиловицкий, «ни в одном официальном заявлении советского руководства не давалась юридическая оценка геноцида евреев и его последствия для нацистов, не содержались призывы к гражданскому населению и партизанам на оккупированной территории о помощи евреям, не ставилась задача спасения узников гетто и концлагерей». Александр Локшин считает, что «никто из советского руководства ничего не сделал для того, чтобы помочь евреям в один из самых трагичных периодов их истории». Целенаправленный характер геноцида замалчивался. В четырёх нотах В. М. Молотова к иностранным правительствам о массовых жестокостях захватчиков в качестве жертв назывались славяне и лишь в одной из них было упомянуто убийство евреев в Бабьем Яру.
Информацию о массовых убийствах евреев на оккупированных территориях Сталин получал с 19 июля 1941 года, о планах нацистов истребить всех евреев — не позднее августа 1941 года. В частности, в секретном докладе о деятельности партизан и диверсионных групп на территории Беларуси от 3 августа содержались сведения о заключении евреев в Минске в концлагерь и массовых расстрелах, а в докладной записке Пантелеймона Пономаренко в ЦК ВКП(б) 19 августа было написано, что «еврейское население подвергается беспощадному уничтожению». Аналогичные сообщения поступали из других источников, в том числе по Украине.
Задокументировано, что Сталин лично цензурировал публикации по данному вопросу. В частности, после получения 14 января 1942 года так называемого «приказа Рейхенау», который был выдержан в антисемитском духе и направлен на оправдание массовых убийств евреев солдатами вермахта, Сталин распорядился опубликовать в «Правде» оригинал и перевод, однако все антисемитские инвективы из перевода были вычеркнуты. В сообщении о смерти автора приказа Вальтера фон Рейхенау 17 января Сталин вновь подчеркнул направленность приказа на «истребление мирного советского населения», исключив упоминания о евреях. В период масштабных акций геноцида на оккупированных территориях 1942—1943 годов, когда было ликвидировано большинство гетто, а их узники — убиты, в сводках Совинформбюро информация об этих акциях полностью отсутствовала. При этом регулярно публиковалась информация о расправах над нееврейским населением даже в мелких деревнях Беларуси. Пропагандистская литература, описывая массовые казни еврейского населения в крупных городах и сёлах Беларуси, не употребляла слова «евреи». По мнению Аркадия Лейзерова, периодическая публикация информации о расправе над евреями и фактах немецких зверств при этом — не давали общую картину, что это элементы плана по тотальному уничтожению евреев, и делались для создания видимости объективности информации от официальных источников. 11 августа того же 1943 года начальник Главлита СССР Николай Садчиков обратился в Управление агитации и пропаганды ЦК ВКП(б) с особой докладной запиской, включающей в себя обоснования для недопуска в печать статьи Клары Блюм в журнале «Интернациональная литература», в которой говорилось «о попытке истребления фашистами еврейского народа».
Еврейский антифашистский комитет, созданный в начале 1942 года по решению Управления пропаганды и агитации ЦК КП(б), собирал информацию о преступлениях нацистов в отношении еврейского населения. Однако распространение этой информации происходило в странах-союзниках СССР для получения общественной поддержки и материальной помощи СССР. В заявлениях советских евреев, которые достигали с разрешения властей русскоязычной советской аудитории, говорилось больше об уничтожении евреев Европы. Некоторые послабления в отношении отражения еврейской тематики допускались для литературы на языке идиш, на котором в годы войны был издан ряд книг. Заметную роль играла газета «Эйникайт», издаваемая Еврейским антифашистским комитетом.
В годы войны был снят ряд художественных и документальных фильмов, так или иначе затрагивающих тематику Холокоста. Первое описание в СССР, а возможно и в мире, что геноцид во время войны был направлен именно против евреев, было сделано в киноновелле «Бесценная голова» (часть «Боевого киносборника» № 10). В 1944—1945 годах было снято два документальных фильма «Освенцим» и «Майданек». Последний в дальнейшем вышел в нескольких странах мира, в том числе в США, и стал одним из самых важных доказательств Холокоста, так как на тот момент союзники СССР по антигитлеровской коалиции с трудом верили в такую практику. В том же году был снят художественный фильм «Непокорённые». В нём показаны такие события и феномены, как еврейское гетто, массовый расстрел евреев и даже спасители евреев, позднее именовавшиеся «праведниками народов мира». Этот фильм на долгий период стал единственным полностью посвящённым теме Холокоста. Последующие картины включали только отдельные сцены или реплики, упоминающие события Холокоста. В 1944 году в документальном фильме о тысячах еврейских жертв концлагеря «Клоога», где на одежде некоторых убитых и выживших были видны шестиконечные звёзды, диктор называл их исключительно «советскими гражданами», а слово «евреи» не использовалось.
Окончательный перелом в противоречивом процессе освещения преследования и геноцида евреев, приведший в конечном счёте к замалчиванию Холокоста в послевоенном СССР, Беркхоф датирует первой половиной 1945 года — публичным осуждением деятельности Эренбурга и показательным отсутствием даже единичных упоминаний о евреях в репортаже Бориса Полевого из лагеря Освенцим. При этом в апреле 1945 года появилось газетное заявление ЧГК по Латвии с отдельным разделом: «Кровавая резня немцами еврейского населения Латвийской ССР». Как пишет Каганович, «это было наиболее полное региональное резюме Холокоста, напечатанное во время войны».
Во всех советских документах от периода освобождения Освенцима до Нюрнбергского процесса упоминалось «уничтожение советских граждан» при полном замалчивании этнической составляющей. Так, в заключении государственного советника юстиции Д. И. Кудрявцева, эксперта и представителя Чрезвычайной государственной комиссии на процессе по делу военных преступников — служебного персонала концлагеря Освенцим, представленном Верховному трибуналу Польской Народной Республики 13 декабря 1947 года, слово «еврей» также отсутствовало. Упор в заключении делался на то, что это было убийство именно мирных советских граждан. Однако, как указывает Каганович, из этого подхода было исключение в отношении цитирования иностранных источников. Так в апреле 1945 года ТАСС пересказал беседу между корреспондентом Ассошиэйтед Пресс и бывшим председателем Независимой венгерской демократической партии, который говорил об уничтожении евреев в Освенциме. Также в журнале «Знамя» в ноябре 1944 года был опубликован очерк Василия Гроссмана «Треблинский ад», а в апреле 1945 года — очерк Вениамина Каверина и Павла Антокольского «Восстание в Собибуре». В обоих описывалось уничтожение евреев в этих лагерях и восстания в них.

## В послевоенные годы
В послевоенные годы замалчиванию подвергался сам факт уничтожения евреев по национальному признаку. Историк профессор Ярослав Грицак пишет, что Холокост был одной из главных жертв советской политики ликвидации исторической памяти еврейского народа: согласно советской версии, нацисты и их пособники убивали евреев не за то, что они были евреями, а за то, что они были советскими гражданами. По западным оценкам, политика СССР состояла в устранении любого публичного обсуждения Холокоста.
При этом власти обладали полной картиной катастрофы и иногда информация об этом становилась публичной: советская Чрезвычайная государственная комиссия, созданная с целью расследования нацистских преступлений, собирала и документировала сведения об убийствах еврейского населения, для этого в её вопроснике был специальный пункт. В СССР было осуждено большее количество нацистских преступников, чем в любой другой стране мира, среди них были и убийцы евреев. Часть таких судов были открытыми, и на них публично говорилось о фактах преступлений против евреев. Тем не менее внимание к теме Холокоста было в лучшем случае периферийным. Например, на Ленинградском процессе 1945—1946 годов (так же как и на Великолукском и Новгородском) масштабные преступления, совершённые в 1941—1942 годах против евреев, цыган, душевнобольных и советских военнопленных, по сути не рассматривались и были затронуты лишь в отдельных показаниях свидетелей.
Были отдельные исключения из политики умолчания. Например, книга «Ястребы Двины: кто они такие?» (1963), которая была опубликована в Риге на латышском и английском языках, содержала факты о латышских военных преступниках, в то время проживавших в Канаде и США. Опубликованный в журнале «Советиш геймланд» на языке идиш (№ 4, 1981) список евреев — Героев Советского Союза также может быть примером такого исключения, однако он не давал полной картины участия евреев в Великой Отечественной войне.

### Мемориализация

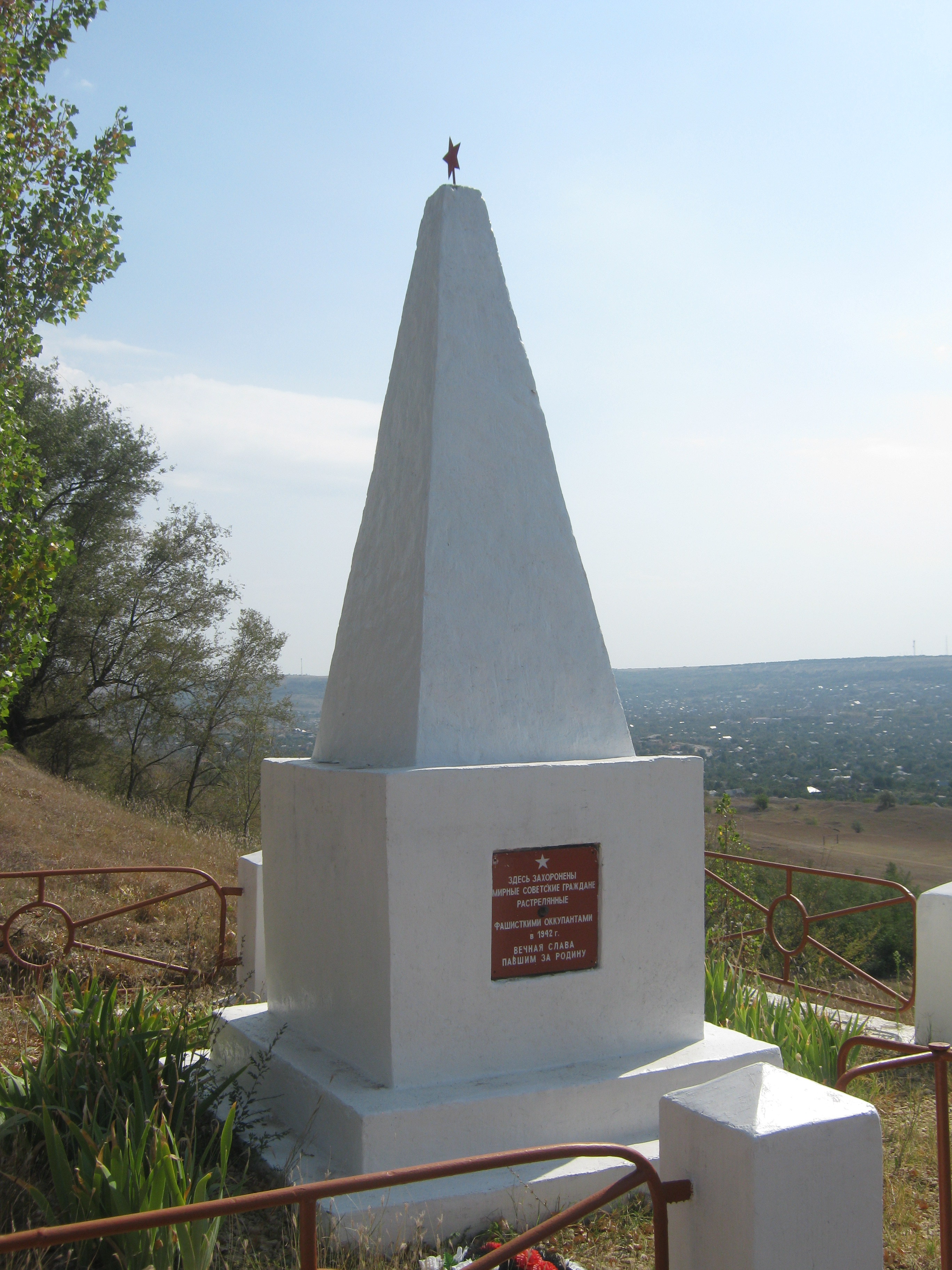
Памятник в Светлограде на месте расстрела евреев с надписью «Здесь захоронены мирные советские граждане, расстрелянные фашистскими оккупантами в 1942 г.»

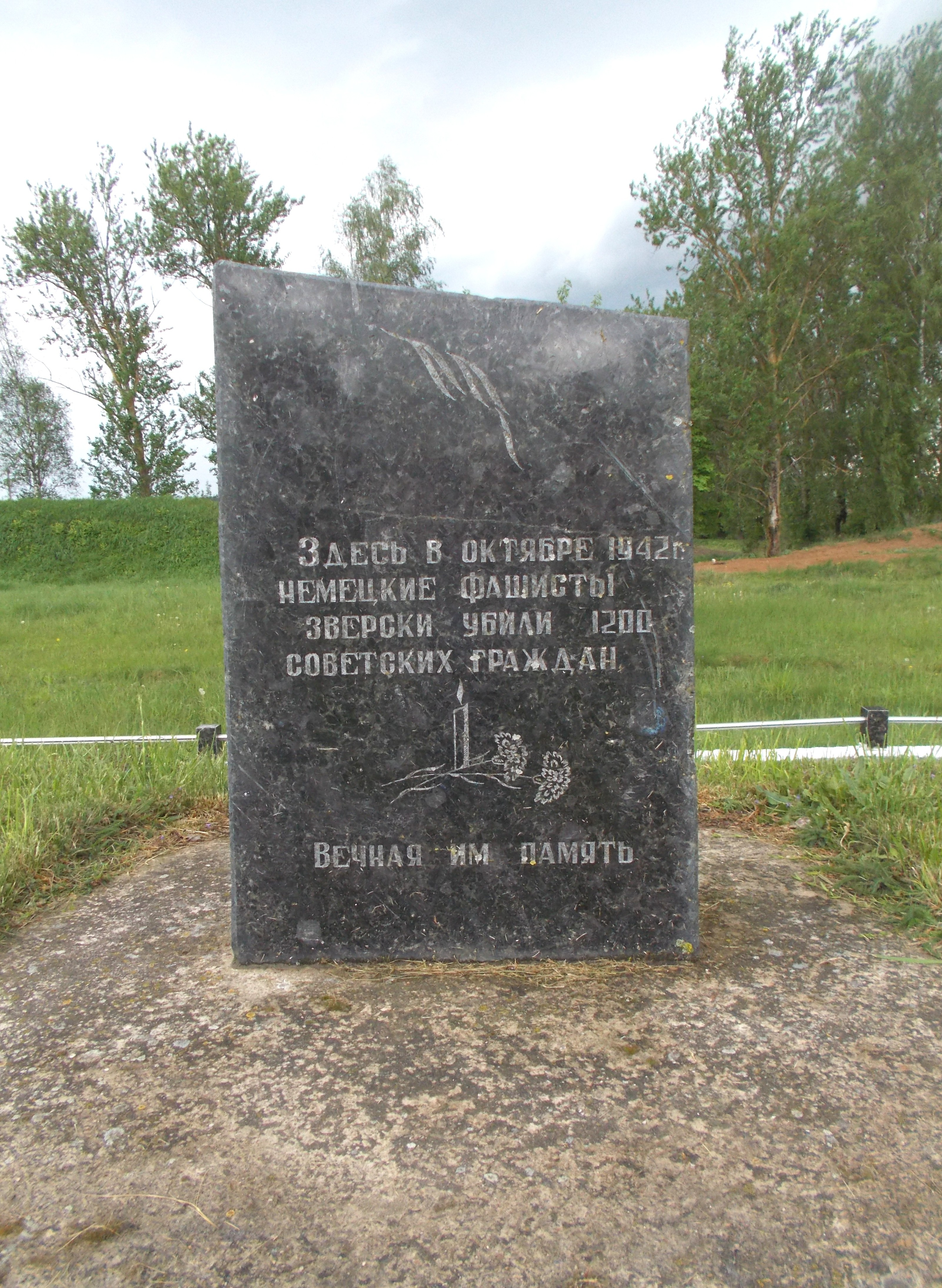
Памятник в Несвиже на месте расстрела узников гетто с надписью «Здесь в октябре 1942 г. немецкие фашисты зверски убили 1200 советских граждан»

В музеях Великой Отечественной войны геноцид советских евреев не упоминался. На памятниках погибшим в ходе Холокоста вместо слова «евреи» писали «мирные жители» или «советские граждане». Одно из наиболее ярких проявлений стирания памяти об уничтожении евреев — история с памятником в Бабьем Яру, крупнейшем на территории СССР месте уничтожения евреев. Само возведение памятника откладывали с 1945 до 1976 года. А после его возведения информация о том, кто именно были эти более 100 тысяч убитых, осталась фигурой умолчания до конца существования СССР. На менее известных памятниках происходило то же самое. Например, без упоминания евреев в 1954 году был установлен обелиск возле деревни Томашовка в память об узниках Томашовского гетто, а в 1956 году — на могиле жертв нацизма в память об узниках гетто в Домачево. Памятник на месте массовых убийств евреев в Понарах под Вильнюсом был снесён в 1952 году. К блокированию любых попыток мемориализации жертв Холокоста на Украине после освобождения и в первые послевоенные годы имел прямое отношение Никита Хрущев.
С 1967 года после Шестидневной войны на Ближнем Востоке ранее установленные обелиски с упоминанием евреев подвергались переделке с уничтожением такого упоминания и замене «звезды Давида» на советскую пятиконечную звезду. Как пишет историк Олег Будницкий, на Украине власти пригрозили сровнять с землёй все обелиски, на которых не будет сделана такая замена. Аналогичные проблемы были в Белоруссии. Деятельность по увековечиванию памяти погибших евреев блокировалась органами коммунистической партии. В частности, известный изобретатель Владимир Фундатор потерял работу из-за организации сбора средств на памятник в посёлке Червень, где погибли его родители. В Одессе семеро инициаторов создания памятника погибшим евреям были приговорены к длительным срокам заключения.
Публикация «Чёрной книги» — сборника документов и свидетельств очевидцев о преступлениях против еврейского народа на оккупированной нацистами территории СССР и Польши — была запрещена Управлением пропаганды и агитации ЦК КП(б) в 1947 году в силу того, что в ней содержалась информация, что в гибели многих евреев повинны коллаборационисты, а не оккупанты. А это противоречило идеологической догме о «дружбе народов» в СССР. Впоследствии участие в создании «Чёрной книги» предъявлялось в качестве одного из существенных обвинений в деле Еврейского антифашистского комитета. Впервые на русском языке «Черная книга» была издана в Запорожье и Киеве в 1991 году, и полностью, без цензурных купюр, лишь в 1993 году в Вильнюсе.

### Историография
В советской историографии отсутствовали как специальные монографии, так и публикации сборников документов, посвящённые геноциду евреев СССР. По мнению профессора Мичиганского университета Цви Гительмана, советская историография не просто замалчивала тему Холокоста, а, более того, полностью отказывалась признать её уникальность на фоне других зверств тем, что она не выделяла сведения об уничтожении евреев нацистами в самостоятельную исследовательскую проблему. Павел Полян писал, что до конца 1980-х годов Холокост как историческое явление оставался запретной темой для советских историков, архивы были закрыты для учёных.
В 1965 году на 3-й Международной конференции по истории движения Сопротивления, состоявшейся в Карловых Варах, в совместном докладе советских историков Евгения Болтина, Фёдора Шевченко и Ивана Кравченко было повторено утверждение 1944 года секретаря ЦК КП(б) Беларуси Тимофея Горбунова, что во время оккупации «правовое положение белорусов, а также другого нееврейского населения Минска мало чем отличалось от положения евреев». Историк и правовед Аркадий Лейзеров назвал этот тезис «чудовищным», а один из ведущих исследователей Холокоста Иегуда Бауэр писал: «кто не видит … разницы между положением евреев и остальных народов — тот искажает реальную историю».
К началу перестройки была издана энциклопедия по истории Великой Отечественной войны. Отдельная статья о Холокосте как отдельной теме в ней отсутствовала, но были данные о самых крупных гетто, которые размещались на территории СССР оккупантами, были данные об уничтожении евреев в крупных городах и лагерях смерти, а также информация об общем количестве жертв этих лагерей. По мнению историка Сергея Кропачева, это было фактическим признанием существования Холокоста перед самой перестройкой.
На рубеже 1980-х и 1990-х произошли кардинальные изменения в освещении этого вопроса, что, по мнению Сергея Кропачева, было связано с теми общими переменами в стране, которые произошли в этот период, с улучшением международного сотрудничества, появлением расширенного доступа к различным архивным документам исследователей. Перестройка и гласность привели к тому, что расширился доступ к архивным документам, началось переосмысление в науке и обществе произошедшего в прошлом, особенно Второй мировой войны. Сформировались такие общественные организации, как «Мемориал» или «Бабий Яр». В 1991 году вышли книги, которые рассказывали о массовом уничтожении евреев в отдельных городах и регионах страны — это «Бердичевская трагедия» Стера Елисаветского, опубликованная в Киеве, и «Формула скорби», изданная в Санкт-Петербурге.

#### Замалчивание связанных тем
Кроме вопроса о нацистском геноциде против евреев, в историографии не освещались и такие темы, как антисемитизм среди советского населения на оккупированных территориях и партизан, а также участие евреев в сопротивлении оккупантам. Причины были те же самые — не допустить сомнения в представлении о «едином советском народе» до и во время войны и не допустить распространения информации, что немецкая пропаганда против евреев оказалась действенной и имела отклик у части населения на оккупированной территории.
С 1942 года началось замалчивание заслуг евреев-фронтовиков, в том числе по общему количеству награждённых, количеству Героев Советского Союза и т. п. Так, в статье в журнале «Большевик» в начале 1943 года за авторством заместителя председателя Верховного Совета Алексея Бадаева было указано количество награждённых боевыми наградами по 26 разным национальностям, включая получивших сотни и даже десятки наград (например, литовцы — 29). Также были указаны другие народы без указания количества наград (коми, калмыки, буряты, евреи и др.). За несколько месяцев до публикации количество награждённых евреев достигло 5163, а в июне 1943 года — 11 903. Это замалчивание происходило в том числе по прямому указанию руководителя Управления пропаганды и агитации ЦК ВКП(б) Александра Щербакова, который, в частности, выражал претензии Илье Эренбургу за описание в прессе героизма евреев.
В послевоенной историографии эта проблема продолжилась. Так, в VIII томе Белорусской советской энциклопедии, изданном в 1975 году, в статье о партизанах участие евреев в партизанском движении было скрыто под графой «другие национальности»: при упоминании грузин, армян, татар, адыгейцев и якутов, которых были считанные единицы, не было упоминания о десятках тысяч еврейских партизан. В 1983 году в справочнике «Партизанские формирования Белоруссии в годы Великой Отечественной войны» при указании численности партизан различных национальностей в разных отрядах, к примеру, в бригаде «За Советскую Белоруссию» Барановичской области среди 962 партизан было указано белорусов 495, русских — 237, украинцев — 30 и «других национальностей» — 200 человек. Таким образом была скрыта информация о 127 евреях в этой бригаде. Даже в 1990 году в специальной энциклопедии «Беларусь у Вялікай Айчыннай вайне 1941—1945 гг.» были указаны имена представителей разных национальностей, при этом нет имён евреев — командиров и организаторов партизанского движения.

### В искусстве
Исследователь советской цензуры Арлен Блюм писал, что прямого запрета касаться темы Холокоста в печати в послевоенные годы ещё не было, но это было «не рекомендовано». Писатели в поисках решения этой проблемы переносили место действия произведений за пределы СССР, в основном в Польшу. Примерами являются произведения на идише «Карбонес» («Жертвы») Дер Нистера, «Милхоме» («Война») Переца Маркиша и другие.
После выхода фильма «Непокорённые» стилистика отображения Холокоста в художественных и документальных фильмах сводится не к полному замалчиванию, а к эпизодическому упоминанию, не сопоставимому по масштабам с произошедшими событиями Холокоста на территории СССР. Примерами таких картин могут быть «Солдаты», «Судьба человека» (впервые после окончания войны показан эпизод Холокоста), «Ты не сирота», «Хроника пикирующего бомбардировщика», «А зори здесь тихие», «Восхождение», «Восточный коридор», «Комиссар» (был снят в 1967 году и не демонстрировался до 1988), «Обыкновенный фашизм». В фильме «Обыкновенный фашизм» уничтожение евреев было показано без эвфемизмов типа «жертвы фашизма» и это был максимум описания Холокоста в то время, но его демонстрация была ограничена документальными каналами. «Я вас дождусь» — последняя картина из вышедших до перестройки.
Поэма «Бабий Яр» Евгения Евтушенко, который публично озвучил информацию о массовом убийстве евреев Киева, а также 13-я симфония Дмитрия Шостаковича, включающая эту поэму, подверглись цензурным преследованиям, а сам Евтушенко — антисемитским нападкам. В 1962 году в канун 20-летия восстания в Варшавском гетто идеологическая цензура ЦК КПСС не допустила к печати на русском языке книгу об этом восстании, а Главлит запретил фотовыставку, подготовленную «Советским комитетом ветеранов войны» для демонстрации в Париже, в которой «все 40 стендов фотовыставки посвящены уничтожению гитлеровцами лиц еврейской национальности на территории СССР в 1941—1945 гг.».
В 1967 году вышел роман Анатолия Кузнецова «Бабий Яр», но его текст был существенно отцензурирован. В 1969 году партийная цензура запретила фильм «Мы здесь родились…», снятый по заказу КГБ и лично Юрия Андропова, потому что в нём говорилось о евреях-фронтовиках и евреях-партизанах. В 1978 году в журнале «Октябрь» был опубликован роман Анатолия Рыбакова «Тяжёлый песок», ставший сенсацией, поскольку он впервые с 1930-х годов был полностью посвящён еврейской тематике и Холокосту в частности.
В период перестройки был снят запрет на отражение Холокоста в кино. С конца 1980-х вышли такие произведения, как «Жизнь и судьба» Василия Гроссмана (1988), начали публиковаться стихи Александра Галича и Бориса Слуцкого на эту тему, в 1990 году была экранизирована повесть Александра Борщаговского «Дамский портной», исполнено вокально-симфоническое сочинение «Реквием» Моисея Вайнберга, написанное в 1967 году и также посвящённое Холокосту.

## Связь с отрицанием Холокоста
Ряд учёных считает, что отрицания Холокоста в Советском Союзе не было. Так, израильский историк Даниэль Романовский писал, что «для СССР более характерно было не отрицание Холокоста, а его тривиализация», поскольку до 1980-х годов в СССР не было обычной для отрицателей реабилитации нацизма.
Другие исследователи утверждают, что как происходившее в 1950—1980-е годы замалчивание самого факта Холокоста, так и сокрытие документов о нём можно квалифицировать как разновидность отрицания. Как пишет Краткая еврейская энциклопедия, ревизионисты в Советском Союзе обходили нацистский геноцид евреев молчанием, как один из вариантов «изъятия» этого события из истории. Мария Альтман отмечает, что западные учёные называют первым советским отрицателем Льва Корнеева, который обвинял сионистов в значительном преувеличении числа еврейских жертв и использовал отдельные элементы отрицания Холокоста в идеологических целях. Людмила Дымерская-Цигельман считает, что эти идеи были заимствованы советскими пропагандистами из западной, преимущественно неонацистской литературы.

## Причины замалчивания
Историки считают, что в годы войны тема геноцида евреев не обсуждалась активно, — хотя и не замалчивалась совсем, — чтобы не способствовать нацистской пропаганде о «еврейском засилье в СССР». Леонид Смиловицкий пишет, что в таком освещении событий того времени не было антисемитской подоплёки. Сообщения о таких преступлениях нацистов в отношении гражданского населения, по мнению идеологов того времени, служили двум целям: сплотить народы Союза в борьбе с оккупантами и быть контраргументом заявлениям нацистов, что Германия ведёт войну по освобождению Советского Союза от евреев и коммунистов. Похожей политики придерживалась редакция издаваемой в СССР газеты правительства Соединённого Королевства «Британский союзник». По мнению польского историка и теолога Юлиана Гжесика, британская политика описания нацистских преступлений как планов «порабощения многих наций» без выделения преступлений против евреев существовала из-за общего подхода к таким преступлениям как к преступлениям против человечества и с учётом внутренней советской политики в отношении евреев.
Впоследствии Холокост замалчивался по идеологическим мотивам. По мнению ряда историков, основной причиной того, что после войны Советский Союз замалчивал Холокост, был государственный антисемитизм. Характеризуя причины послевоенной информационной политики в СССР в вопросе освещения Холокоста, Олег Будницкий отмечал, что одной из основных идеологических идей советского руководства в отношении войны была идея о единстве советского народа и в соответствии с ней отдельной памяти о войне у какого-либо народа не должно было быть. Советская власть опасалась роста национализма, в том числе еврейского, особенно после образования Государства Израиль. Рост антисемитизма — среди как государственного аппарата, так и широких слоёв населения — в военные и особенно послевоенные годы сделал невозможным официальное увековечивание памяти жертв Холокоста. Ещё одной причиной, по которой советская власть не хотела публичного обсуждения данного вопроса, было участие в убийствах евреев коллаборационистов: прибалтийских, украинских, отчасти белорусских. Советская власть боролась с националистами и не хотела, чтобы эти проблемы дебатировались при обсуждении преступлений против евреев. Историк Мордехай Альтшулер полемизировал с точкой зрения об ограничениях на основе идеи единства советского народа. Он писал, что в послевоенный период выходил целый ряд публикаций, подчёркивающих вклад в борьбу с нацизмом отдельных этнических групп населения СССР (например, И. Бабалашвили, «Воины-грузины в боях за Украину в годы Великой Отечественной войны». Тбилиси: Сабчота Сакартвело, 1969) при целенаправленном преуменьшении и игнорировании роли евреев. Мария Альтман пишет, что из-за негативного отношения к тем, кто был на оккупированной территории, даже выжившие жертвы Холокоста боялись публично говорить об этой трагедии. В результате целый пласт событий выпал из исторической памяти народа.

## После распада СССР
Первые публикации в советских СМИ по тематике Холокоста появились ближе к концу перестройки перед самым распадом СССР. Памятники жертвам Холокоста с указанием их национальной принадлежности в основном появились после распада СССР в государствах Балтии, в России, на Украине и в Беларуси. Лишь в середине 1990-х годов был открыт доступ к документам об уничтожении евреев, которые ранее находились в спецхранах.
Систематическая работа по увековечиванию памяти жертв Холокоста в Беларуси началась в 1991 году после создания «Союза еврейских общественных объединений». Для международного признания независимой Украины важную роль сыграли мероприятия, посвящённые 50-летию трагедии Бабьего Яра, в 1991 году. Президент США Джордж Буш — старший при посещении Киева 1 августа 1991 года прибыл в Бабий Яр, где заявил: «Холокост произошёл из-за того, что хорошие мужчины и женщины отводили глаза от беспрецедентного зла».
Замалчивание этой темы в СССР оказало на российское общество, власти и науку крайне негативное влияние, в частности способствовало распространению ультраправой идеологии и созданию неофашистских организаций. Как полагает Илья Альтман, в России это влияние было бо́льшим, чем где-либо на постсоветском пространстве в Европе. Кроме того, на массовое сознание оказал воздействие подрыв доверия к советской историографии и вынужденный пересмотр отношения к истории России. Только в 2004 году Министерство образования и науки РФ включило Холокост в стандарт общего образования на федеральном уровне. В 2011 году в Ростове-на-Дону разразился беспрецедентный скандал в связи с попыткой местных чиновников, как в советские времена, заменить на мемориале в Змиёвской балке упоминание убитых евреев на «мирных граждан».
Историк Анатолий Подольский писал в 2008 году, что в украинской историографии, в отличие от советской, тематика Холокоста стала отдельным предметом изучения. Однако многочисленные труды историков в самой Украине остались незамеченными, хотя привлекли внимание западных коллег. В академических изданиях по украинской истории XX века Украина была представлена как моноэтническое государство.
Проблема замалчивания Холокоста в белорусской историографии частично сохранилась и после распада СССР. Как и на Украине, опубликованные научные работы по Холокосту оказались невостребованными. Холокост вообще не упоминался ни в одном из 26 специализированных изданий по истории Беларуси, вышедших с 1997 по 2003 год. В школьных учебниках по истории 2012 года геноцид евреев излагался в нескольких фразах, термин «Холокост» не использовался.

В Эстонии первый памятник погибшим евреям был открыт в 1994 году на территории концлагеря «Клоога», в том же году вышло первое в Эстонии историческое исследование по тематике Холокоста. В Литве лишь в конце 1990-х импульс исследованиям этой тематики придало решение о создании Международной комиссии по оценке преступлений нацистского и советского оккупационных режимов. Аналогичная ситуация была в Латвии. В Молдове, где историки, тяготеющие к признанию общей молдавско-румынской идентичности, не хотят муссирования темы, бросающей тень на недавнее прошлое румынского государства, исследования тематики Холокоста стали уделом единичных специалистов. До начала 2000-х эта тема осталась практически незамеченной и на 2008 год не фигурировала в школьной программе по истории. 

## Комментарии
1. ↑  Корнев Н. Третья империя в лицах. — М.: Художественная литература, 1937. — 536 с.
2. ↑  Г. Александров. Товарищ Эренбург упрощает // Правда. — 1945. — 14 апреля (№ 89 [9860]). Архивировано 4 декабря 2014 года.
3. ↑  Это был общий подход в заключении — в нём очевидные преступления против греческих евреев описаны как преступления против греков.
4. ↑  Партизанские формирования Белоруссии в годы Великой Отечественной войны (июнь 1941 - июль 1944): Краткие сведения об организационной структуре партизанских соединений, бригад (полков), отрядов (батальонов) и их личном составе / Манаенков А. Л. и др. — Минск: Институт истории партии при ЦК КП Белоруссии, 1983. — 765 с.
5. ↑  Беларусь у Вялікай Айчыннай вайне. 1941―1945. Энцыклапедыя (бел.) / Шамякін І. П. (гал. рэд.) і інш. — Белорусская советская энциклопедия, 1990. — 679 с. — 20 000 экз. — ISBN 978-5-85700-012-0.
6. ↑  Корнеев Л. А. Классовая сущность сионизма. — Киев: Издательство политической литературы, 1982. — 263 с. — (Критика идеологии и политики антикоммунизма). — 10 000 экз.